# 伊勢湾台風
伊勢湾台風（いせわんたいふう、昭和34年台風第15号、台風195915号、国際名：ヴェラ/Vera）は、1959年（昭和34年）9月26日（土曜日）に潮岬に上陸し、紀伊半島から東海地方を中心にほぼ全国にわたって甚大な被害をもたらした台風である。伊勢湾沿岸の愛知県と三重県での被害が特に甚大であったことからこの名称が付けられた。死者・行方不明者の数は5,000人を超え、明治以降の日本における台風の災害史上最悪の惨事となった。

## 概要
人的被害は、紀伊半島の和歌山県、奈良県、伊勢湾沿岸の三重県、愛知県、日本アルプス寄りの岐阜県を中心に犠牲者5,098人（死者4,697人、行方不明者401人）・負傷者3万8,921人（「消防白書」平成20年度版）に上る。犠牲者を3,000人以上出した台風として、室戸台風、枕崎台風と合わせて「昭和の三大台風」に挙げられ、その中でも最悪の被害をもたらした。その犠牲者の数は、第二次世界大戦後の自然災害では、2011年3月11日の東北地方太平洋沖地震（東日本大震災）、1995年1月17日の兵庫県南部地震（阪神・淡路大震災）に次ぐ規模で、台風災害としては最多である。
また、ほぼ全国に及んだ経済的被害は莫大なものとなり、GDP比被害額は阪神・淡路大震災の数倍、関東大震災に匹敵し、東日本大震災との比較対象に達するものであった。特に現在の名古屋市港区・海部郡飛島村・弥富市にあたる地域が一番被害が大きかった。人的・経済的被害の規模の大きさから、明治維新以後で最大級の自然災害の一つである。
災害対策について定めた災害対策基本法は、この伊勢湾台風を教訓として成立したものである。また、2013年に気象庁が運用を開始した特別警報も、台風については伊勢湾台風クラスを基準としている。

## 発生から消滅までの経過
| 日時 (JST) | 中心位置      | 中心気圧 (hPa) |
| ---------- | ------------- | -------------- |
| 9月20日9時 | 11.0N、160.0E | 1,008          |
| 20日15時   | 10.0N、157.3E | 1,005          |
| 20日21時   | 10.0N、154.7E | 1,008          |
| 21日3時    | 11.0N、152.2E | 1,006          |
| 21日9時    | 12.0N、150.0E | 1,006          |
| 21日15時   | 13.6N、150.0E | 1,006          |
| 21日21時   | 14.8N、150.0E | 1,002          |
| 22日3時    | 15.5N、149.4E | 1,000          |
| 22日9時    | 16.5N、148.5E | 996            |
| 22日15時   | 16.9N、146.5E | 970            |
| 22日21時   | 17.1N、145.9E | 960            |
| 23日3時    | 17.3N、145.0E | 940            |
| 23日9時    | 18.1N、143.7E | 905            |
| 23日15時   | 19.0N、142.9E | 895            |
| 23日21時   | 19.7N、141.7E | 895            |
| 24日3時    | 20.2N、141.0E | 895            |
| 24日9時    | 20.7N、140.0E | 900            |
| 24日15時   | 21.5N、139.2E | 910            |
| 24日21時   | 22.2N、138.3E | 910            |
| 25日3時    | 23.0N、137.2E | 910            |
| 25日9時    | 24.1N、136.2E | 900            |
| 25日15時   | 24.8N、135.8E | 905            |
| 25日21時   | 26.5N、134.8E | 910            |
| 26日3時    | 28.0N、134.5E | 910            |
| 26日9時    | 29.7N、134.5E | 920            |
| 26日15時   | 32.0N、134.9E | 920            |
| 26日21時   | 35.0N、136.1E | 940            |
| 27日3時    | 38.9N、138.9E | 965            |
| 27日9時    | 40.5N、140.3E | 984            |
| 27日15時   | 42.3N、145.6E | 982            |
| 27日21時   | 43.0N、150.0E | 982            |
| 28日3時    | 43.0N、154.0E | 990            |
| 28日9時    | 42.5N、158.4E | 992            |
| 28日15時   | 41.9N、162.0E | 992            |
| 28日21時   | 41.0N、166.0E | 992            |
| 29日3時    | 38.5N、172.3E | 990            |
| 29日9時    | 36.0N、175.5E | 994            |
| 29日15時   | 36.0N、178.5E | 994            |
| 29日21時   | 35.9N、176.0W | 996            |

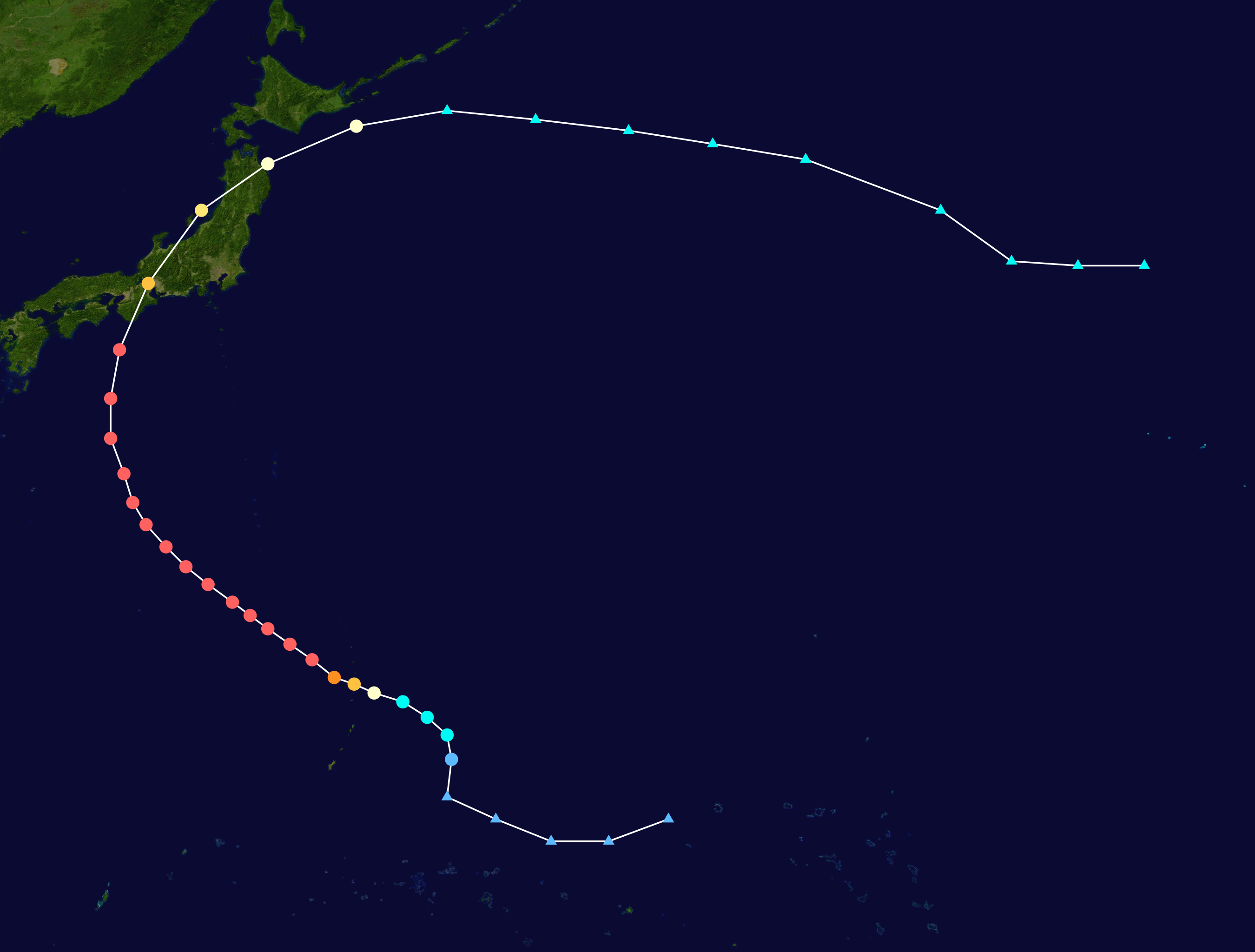
伊勢湾台風の進路図

1959年（昭和34年）9月20日にエニウェトク島付近で中心気圧1,008hPaの弱い熱帯低気圧（当時の用語）が発生、西に進み、21日にはサイパン島の東を北上しながら次第に発達し、21日21時には、マリアナ諸島の東海上で1,002hPaの台風15号となり、再び西寄りに進路を変えて急激に発達した。9月22日9時には996hPaであったものが同日15時には970hPa、翌23日9時には905hPaとなり、22日9時からの僅か24時間で91hPaも気圧が低下した。15号の発達はさらに続き、23日15時にはアメリカ軍の気象観測飛行機により894hPaが観測された。すなわち、発生からわずか2日も経たないうちに、中心気圧が100hPa以上も下がったことになる。中心付近の最大風速は75m/s（アメリカ軍の観測では90m/s）、風速25m/s 以上の暴風雨圏（暴風域に同じ）は半径300kmであり、カテゴリー5とされた。
台風15号はその後もほとんど勢力が衰えることなく、9月25日昼頃まで900hPa前後の猛烈な勢力を保ち、進路を北西から次第に北に転じて26日9時には潮岬の南南西400kmに達したが、その時点でもなお中心気圧920hPa、最大風速60m/s、暴風雨圏は東側400km、西側300kmという猛烈で超大型の台風であった。
台風は26日18時過ぎ、929hPaの勢力を持って潮岬の西15キロ付近に上陸した。上陸時の勢力としては、本州へ上陸した台風の中では今でも史上最強の記録である。26日朝までの進行速度は毎時30km以下であったが、次第に加速して上陸後は60 - 70kmで紀伊半島を縦断し、中央高地を経て27日0時過ぎに日本海に抜けた頃には90kmにも達している。27日9時前後に秋田県沖に進んだ中心は次第に消滅し、青森県の日本海上に新たな中心が生じて東北東進する「ジャンプ現象」を起こした。
台風は同日21時に北海道の東で温帯低気圧に変わり、東太平洋にまで達して10月2日に消滅した。伊勢湾岸の高潮による大災害から、9月30日、気象庁により伊勢湾台風と命名された。
アメリカ海軍のレポートによれば、中心付近の最大風速は165ノット（約84.9m/s）を記録している。
| 気象庁命名           | 名称               | 国際名  | 年     |
| -------------------- | ------------------ | ------- | ------ |
| 洞爺丸台風           | 昭和29年台風第15号 | Marie   | 1954年 |
| 狩野川台風           | 昭和33年台風第22号 | Ida     | 1958年 |
| 宮古島台風           | 昭和34年台風第14号 | Sarah   | 1959年 |
| 伊勢湾台風           | 昭和34年台風第15号 | Vera    | 1959年 |
| 第2室戸台風          | 昭和36年台風第18号 | Nancy   | 1961年 |
| 第2宮古島台風        | 昭和41年台風第18号 | Cora    | 1966年 |
| 第3宮古島台風        | 昭和43年台風第16号 | Della   | 1968年 |
| 沖永良部台風         | 昭和52年台風第9号  | Babe    | 1977年 |
| 令和元年房総半島台風 | 令和元年台風第15号 | Faxai   | 2019年 |
| 令和元年東日本台風   | 令和元年台風第19号 | Hagibis | 2019年 |

| 順位     | 名称                               | 国際名   | 中心気圧（hPa） | 上陸日時                        | 上陸地点     |
| -------- | ---------------------------------- | -------- | --------------- | ------------------------------- | ------------ |
| 1        | 第2室戸台風 （昭和36年台風第18号） | Nancy    | 925             | 1961年（昭和36年）9月16日 9時   | 室戸岬西方   |
| 2        | 伊勢湾台風 （昭和34年台風第15号）  | Vera     | 929             | 1959年（昭和34年）9月26日 18時  | 潮岬西方     |
| 3        | 平成5年台風第13号                  | Yancy    | 930             | 1993年（平成5年）9月3日 16時    | 薩摩半島南部 |
| 4        | ルース台風 （昭和26年台風第15号）  | Ruth     | 935             | 1951年（昭和26年）10月14日 19時 | 串木野市付近 |
| 5        | 令和4年台風第14号                  | Nanmadol | 940             | 2022年（令和4年）9月18日 19時   | 鹿児島市付近 |
| 5        | 平成3年台風第19号                  | Mireille | 940             | 1991年（平成3年）9月27日 16時   | 佐世保市南   |
| 5        | 昭和46年台風第23号                 | Trix     | 940             | 1971年（昭和46年）8月29日 23時  | 佐多岬       |
| 5        | 昭和40年台風第23号                 | Shirley  | 940             | 1965年（昭和40年）9月10日 8時   | 安芸市付近   |
| 5        | 昭和40年台風第15号                 | Jean     | 940             | 1965年（昭和40年）8月6日 4時    | 牛深市付近   |
| 5        | 昭和39年台風第20号                 | Wilda    | 940             | 1964年（昭和39年）9月24日 17時  | 佐多岬       |
| 5        | 昭和30年台風第22号                 | Louise   | 940             | 1955年（昭和30年）9月29日 22時  | 薩摩半島     |
| 5        | 昭和29年台風第5号                  | Grace    | 940             | 1954年（昭和29年）8月18日 2時   | 鹿児島県西部 |
| （参考） | 室戸台風                           |          | 911.6           | 1934年（昭和9年）9月21日        | 室戸岬西方   |
| （参考） | 枕崎台風 （昭和20年台風第16号）    | Ida      | 916.3           | 1945年（昭和20年）9月17日       | 枕崎町付近   |

## 観測値

### 最低気圧
- 潮岬 929.2hPa：26日18時13分
- 尾鷲 939.4hPa：26日19時40分
- 津 944.4hPa：26日20時37分
- 上野 946.3hPa：26日20時33分
- 彦根 949.2hPa：26日21時25分

潮岬で観測された最低気圧は、本州で観測されたものの中では最も低い記録である。

### 最大風速
( )内は最大瞬間風速
- 伊良湖 45.4m/s：26日20時45分 (55.3m/s)
- 洲本 42.3m/s：26日18時30分 (49.2m/s)
- 名古屋 37.0m/s：26日22時00分 (45.7m/s)
- 津 36.8m/s：26日19時35分 (51.3m/s)
- 舞鶴 36.5m/s：26日20時40分 (51.1m/s)

### 特記事項
1964年（昭和39年）に、それまで用いていた気圧計が実際より0.25hPa高い誤差であることが分かり、1970年代には過去のデータの修正が行われたため、当初、929.5hPaとされた伊勢湾台風の記録は現行の通り改められたほか、室戸台風の最低気圧911.9hPaも911.6hPaに変更されるなど、古い資料を利用するにあたっては注意が必要である。

## 特徴と気象官署の対応

### 特徴
急速に猛烈な台風に発達し、勢力が衰えないまま日本本土を直撃
アメリカ軍の飛行機観測により、台風の中心気圧が正確に実測されていた1950年（昭和25年）から1987年（昭和62年）までの資料によれば、年平均1.3個弱の台風が900hPa以下に発達するが、いずれも海水温の高い北緯20度付近で、日本からは遠く離れた場所であり、日本付近に北上したときには950hPa程度に衰弱している場合がほとんどである。しかし伊勢湾台風の場合は、北上して北緯30度線を越えてもなお、920hPaの猛烈な勢力のままであった。
伊勢湾台風は発生後2日足らずで猛烈な台風に成長し、最低気圧観測の3日後に上陸したときにも929.2hPaという、日本本土では史上3番目に低い気圧を観測するほどの勢力を保ち、紀伊半島や中部地方の急峻な山岳地帯を通過しても衰弱の度合いが小さく、暴風や高潮の被害を大きくする原因となった。記録的な風台風とされた1991年（平成3年）の台風第19号では、最大風速30m/s以上を観測した気象官署はわずか4か所に過ぎなかったが、伊勢湾台風では9か所もあり、40m/s以上も2か所あった（台風第19号ではなし）。
非常に規模が大きい超大型の台風
伊勢湾台風以前の記録的な猛台風であった1934年（昭和9年）9月21日の室戸台風と比較すると、上陸時の気圧は室戸台風が911.6hPaでかなり低いが、最盛期における最も外側の閉じた等圧線の直径は室戸台風がおよそ2,000kmであるのに対し、伊勢湾台風はおよそ2,500kmに及び、暴風域も非常に広く、北日本と西日本の一部を除いて全国的に最大風速20m/s以上を記録した。
典型的な放物線形の経路を取り、進路予想がほぼ正確
この年の台風第14号（宮古島台風）も同様であったが、伊勢湾台風もほとんど蛇行せず、進路を急変することもなく、予報通りの経路をたどって上陸した。当時の台風の進路予報は予報円ではなく扇形を用いていたが、発生から上陸して本州東方海上に抜けるまでの経路はすべて扇形の範囲内に収まっており、予報がうまく当たったことを示している。なお、2009年（平成21年）に名古屋地方気象台が作成したパンフレット『第二の伊勢湾台風に備えて』によれば、現在の予報技術を当時生かすことができれば、進路や暴風域、さらに高潮の数値もほぼ予測できていたとしている。

### 気象台・気象庁の対応
台風第15号は早くから超大型の台風として日本本土をうかがっていたため、気象官署の対応も早期に実施された。
名古屋地方気象台は9月25日に海上強風警報を発表、同日に行われた予報検討会では以下の事項を決定した。
- 秋雨前線による大雨が予想されるため、25日17時までに大雨注意報を発表する。
- 台風情報第1号は、ラジオ・テレビの聴取率・視聴率が最も高い（25日）19時のニュースに間に合うよう発表する。
- 翌26日は土曜日で、官公庁などが午後から休みになるため（当時、週休2日制はなかった。いわゆる半ドン）警報発表は午前中に行うこと。
- 同じく、名古屋市内の関係機関・報道機関には26日午前中の早い時間に説明会を開催する。

気象庁においても、25日午後に建設省・運輸省（現在の国土交通省）・消防庁・報道関係などに対する説明会を持った。
こうした経緯に沿って、愛知県では26日11時15分に、三重県でも11時30分に暴風雨・波浪・高潮の各警報が発表され、厳戒態勢に入ったが、それでも、気象観測始まって以来の大災害が引き起こされた。

## 被害状況
| 順位 | 都道府県 | 死者・行方不明者数 |
| ---- | -------- | ------------------ |
| 1    | 愛知県   | 3,378人            |
| 2    | 三重県   | 1,273人            |
| 3    | 奈良県   | 113人              |
| 4    | 岐阜県   | 104人              |
| 5    | 福井県   | 34人               |
| 6    | 岩手県   | 29人               |
| 7    | 長野県   | 27人               |
| 8    | 青森県   | 22人               |
| 9    | 和歌山県 | 17人               |
| 10   | 滋賀県   | 16人               |
| 10   | 兵庫県   | 16人               |
| 12   | 山梨県   | 15人               |
| 13   | 群馬県   | 10人               |
| 14   | 京都府   | 9人                |
| 15   | 埼玉県   | 8人                |
| 16   | 鳥取県   | 7人                |
| 17   | 福島県   | 6人                |
| 17   | 静岡県   | 6人                |
| 19   | 北海道   | 5人                |
| 19   | 徳島県   | 5人                |
| 21   | 神奈川県 | 4人                |
| 21   | 岡山県   | 4人                |
| 21   | 高知県   | 4人                |
| 24   | 東京都   | 2人                |
| 24   | 新潟県   | 2人                |
| 24   | 広島県   | 2人                |
| 24   | 愛媛県   | 2人                |
| 28   | 秋田県   | 1人                |
| 28   | 茨城県   | 1人                |
| 28   | 千葉県   | 1人                |
| 28   | 富山県   | 1人                |
| 28   | 大阪府   | 1人                |
| 合計 | 合計     | 5,098人            |

全国被害状況集計において、犠牲者5,098人（死者4,697人、行方不明者401人）、うち愛知県で3,351人（うち名古屋市1,909人）、三重県1,211人と、伊勢湾岸の2県に集中した。負傷者は3万8,921人。全壊家屋3万6,135棟、半壊家屋11万3,052棟、流失家屋4,704棟、床上浸水15万7,858棟、船舶被害1万3,759隻。被災者数は全国で約153万人に及んだ。うち、三重県は約32万人、愛知県は約79万人と、県全人口の約2割が被災した。

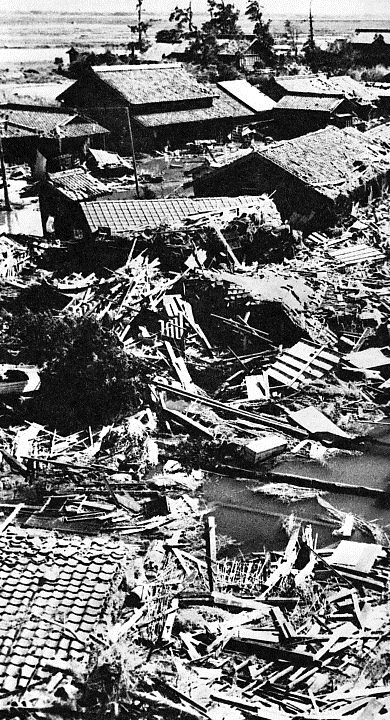
半田市における伊勢湾台風の被害

南寄りの暴風で、海水が熊野灘・伊勢湾・三河湾の最奥部に吹き寄せられ、和歌山県南部から愛知県までの広い範囲で高潮による浸水が発生し、名古屋市南区付近では、1か月以上も水が引かなかった地域があった。
名古屋市南部（南区、港区）および隣接する海部郡南部（蟹江町、飛島村、弥富町（現：弥富市）、十四山村（同市）など）、知多郡北部（大高町（現：名古屋市緑区）、上野町（現：東海市）など）は江戸時代に遠浅の海を干拓してできた新田で、海面下2 - 3メートルの土地もあったため、高潮により、いったん海岸堤防が破壊するとひとたまりもなく水没した。これら低地の復旧のためには、まず堤防を完全に作り直した上でポンプにより海水を排水しなければならなかったため、水没地域が完全になくなったのは被災から半年経った翌年3月下旬であった。当時の国内の一般家庭においては、都市部ですらまだまだ汲み取り式便所が主流だった。そのため、逃げる前に汚物が流れないように便所にゴザを被せて避難する人もいたが、多くの世帯の汲み取り式便所の汚水があふれ出たままとなり、さらに孤立した人々の排泄物も停滞するなど、公衆衛生が著しく悪化した。災害派遣された航空自衛隊航空救難隊（現・航空救難団）のヘリコプターが上空からDDTを散布して防疫を行った。
同年10月6日には早くも次の台風16号が東海地方などを通過し、岐阜県養老郡養老町で豪雨により田畑が水没するなどの被害が出た。水が引いた後の5月にはチリ地震津波が発生し、台風が通過した東北地方太平洋側と三重県南部を中心に再び被災した。
台風の速度が非常に速く、雨の継続時間が比較的短かったにもかかわらず、奈良県吉野郡川上村入之波（しおのは）で19時における時間雨量が118ミリ、9月26日の一日雨量が650mmという猛烈な豪雨となり（紀の川流域におけるこの年の年間降水量は3,655.8mmで、平年の2倍以上であった）、紀の川や櫛田川など大台ヶ原を水源とする河川では洪水被害が大きくなり、橋梁の流失4,160か所、堤防決壊5,760か所などがあったのをはじめ、山間部では土石流や鉄砲水による住家や耕地の流失・埋没の被害が大きかった。岐阜県養老郡養老町では揖斐川の堤防が決壊し、ほとんどが水に浸かった。台風の際には、比較的顕著ではない発雷も豪雨に伴って発生した。
暴風による被害も大きかった。最大風速は四国東部から関東南部の沿岸で30m/s以上、伊勢湾沿岸では45m/s以上、瞬間的には65m/sを超えたところもあった。このため、建物の全半壊、送電線の切断、電柱・鉄塔の倒壊、風倒木が多く、塩風害も多発した。
半田競艇場は、この台風により、選手控え室を除くすべての建物が損壊したため、閉鎖を余儀なくされた。なお、同競艇場の主催者であった半田市は、現在に至るまで常滑競艇場において一部日程のレースを主催している。
米国側の報道によれば、当時アメリカ空軍の基地であった立川飛行場において100万ドル以上（当時のレートで3億6千万円以上、現在の価値に換算すると900万ドル弱、日本円（1ドル=100円）で約9億円）の被害が出たとの発表があった。

## 被害拡大の原因
伊勢湾台風は進路予想もかなり正確であり、早い時期から上陸が確実視され、充分な災害対策を講じる余裕があったにもかかわらず、前代未聞の規模の大被害が発生した。
特に顕著であったのは高潮の被害であった。台風の勢力が衰えず、熊野灘から知多湾・三河湾・伊勢湾では台風が西側を北上して非常に強い南寄りの暴風が持続する状況となり、各地の気象官署で過去の記録を更新、最低気圧の記録も同様であった。この強い風による吹き寄せと低気圧による吸い上げ効果により高潮が起こり、満潮時を外れていたにもかかわらず、名古屋港では海水位が平均海面上3.89メートル（うち気象潮は3.45メートルで、それまでの最高であった室戸台風の3.1メートルを上回った）、工事基準面からの高さは5.31メートルに及ぶ、観測史上最高水位を記録した。名古屋地方気象台では、高潮警報は出したものの潮位は2メートル程度と予想していた。この記録破りの高潮に対し、伊勢湾奥の海岸堤防の高さは3.38メートルしかなく、また名古屋市周辺では急速な工業発展に伴う地下水のくみ上げで地盤沈下が激しく、高潮に対して非常に脆弱な土地が広がり、そこに無計画に市街化が進んでいたことも被害を拡大させた。名古屋市南部を含む伊勢湾岸に多い干拓地の被害も激甚で、鍋田干拓地では堤防のほとんどが破壊され、住宅地と耕地は全滅、318人の在住者のうち、133名が犠牲となった。

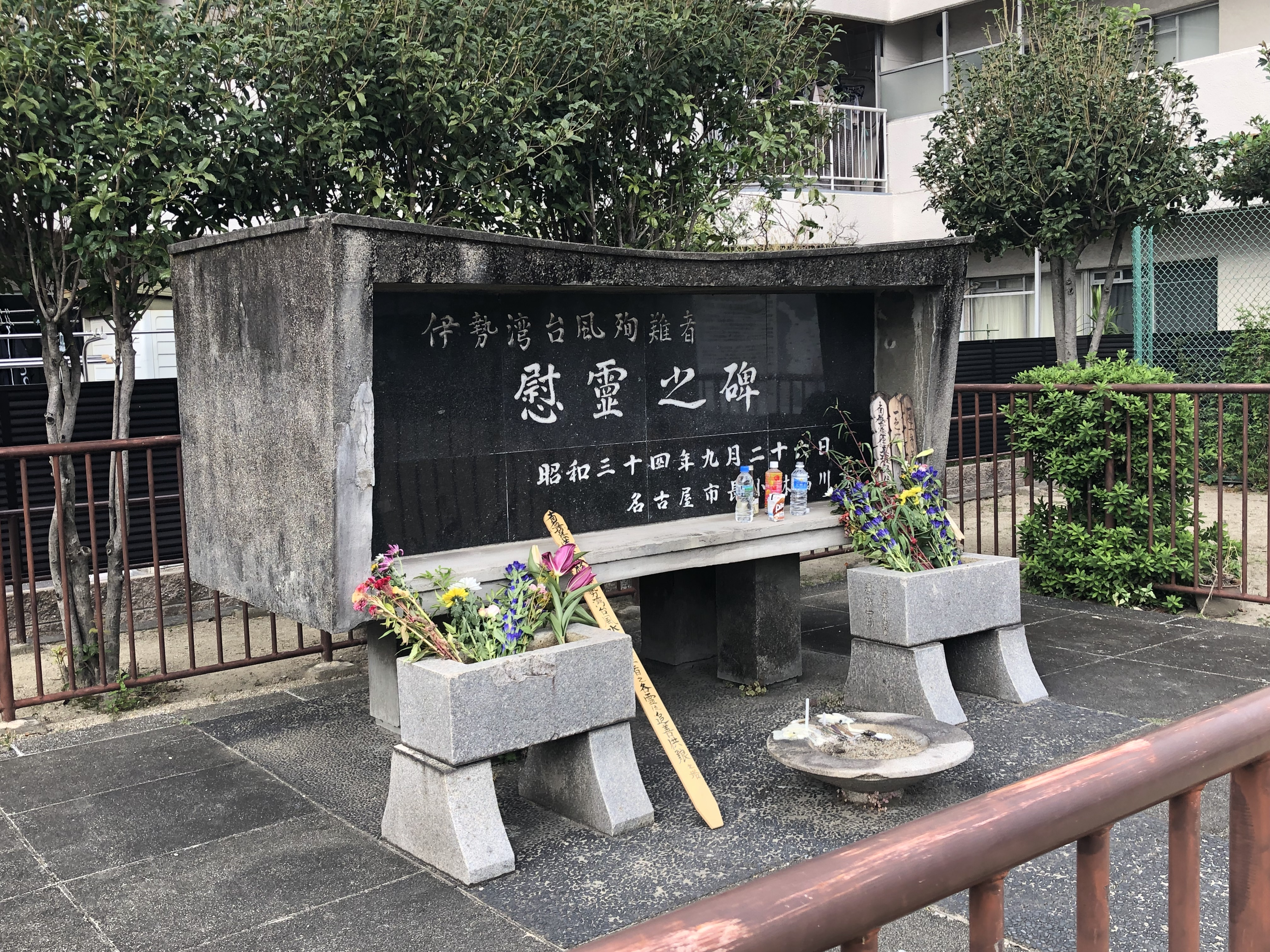
名古屋市南区の浜田南公園に建つ殉難慰霊之碑。伊勢湾台風による冠水が引いたのち、この場所に遺骸と靴が多く残されたことから、通称の「靴塚」で知られている。この碑の建つ宝小学校（当時）の学区では台風により307人が死亡した。

伊勢湾台風の高潮が記録的であったのは、台風の勢力が強大で猛烈な吸い上げ効果があったことと、伊勢湾が奥行きが深く遠浅でその影響を受けやすかったことによる。また、地形が高潮や津波が河川遡上しやすい構造となっているため、河川堤防も決壊した。台風襲来時が満潮（さらに大潮）と重なったためであるという話があるが、当日は少なくとも大潮ではなく、上陸時間ともずれがある。風向きと、高潮が押し寄せる方角が同じであったことから、暴風によって、陸地に押し寄せる高潮を加速させた。台風による大雨も高潮による陸地部分の浸水の深さを増すことになった。名古屋港は、外洋への出口が狭いことと、（増水した水が港へ流れ込む）河川・河口部が多いことから降水単独による潮位上昇も起きやすい傾向にある。

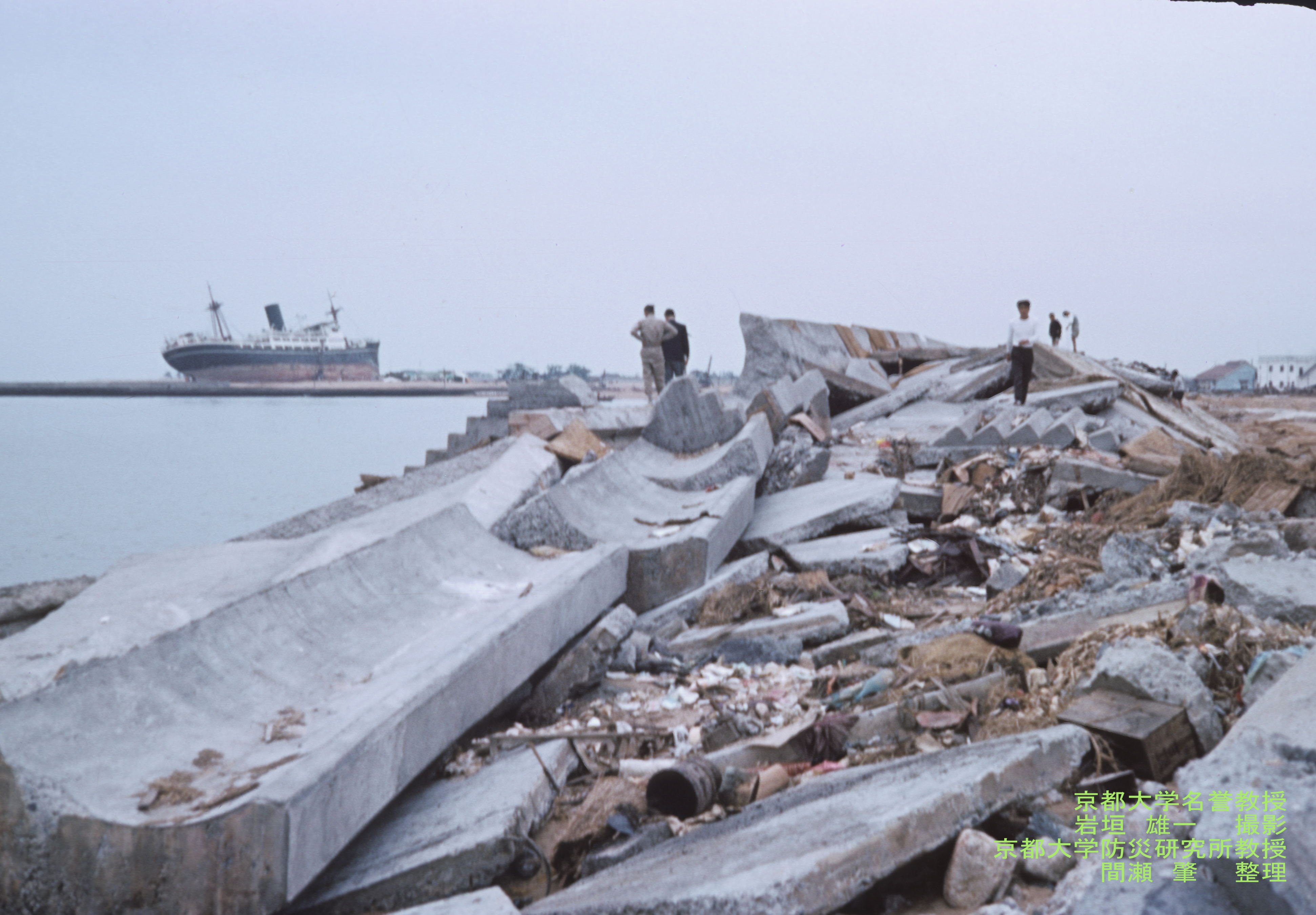
破壊された堤防

このような高潮で最も多くの人命が失われたのは飛島村・名古屋市南西部の南区や港区であるが、これには名古屋港の貯木場（現在の白鳥公園付近にあった）から流出した20万トンに及ぶラワン材などによるところが大きい。直径1メートル、長さ10メートル、重量7 - 8トンにもなる木材の大群が高潮に乗って住宅地を破壊したものである。高波と風の勢いでこの巨大な木材が縦に転がったという目撃談もある。南区ではおよそ1,500人の犠牲者の大部分がこうした流木によると推定されている。さらに流木によって倒壊した家屋が流されて他の家屋に衝突する場合もあった。
また当時、行政側の効果的な避難誘導や防災体制が不十分だったため、住民の台風災害に対する認識は希薄だった。行政による避難勧告が実施されなかった地域も珍しくなく、自分たちが近くに高台もなく海抜高度の低い危険地帯に住んでいることを知らないまま被災・死亡した住民も多かった。台風の接近により停電となったことも、当時重要な情報源だったラジオが使えなくなり（乾電池を電源とする携帯式のトランジスタラジオは開発されてまもなく、しかも高価だったため普及していなかった）、結果として避難の機会を失う一因となった。
加えて、伊勢湾台風襲来の約1ヶ月前には、山梨県や長野県、静岡県などでは台風7号の影響で大きな被害が出ており、被災地では復興がままならない状況の中、さらに勢力の強い台風15号の直撃を受けたため、被害がさらに拡大する結果に至ってしまった。
その一方で、安政東海地震での津波からの復興に伴い沿岸部からの集団移転が行われた愛知県豊橋市一帯では被害が軽減され、三重県三重郡楠町（現：四日市市）や愛知県碧南市の碧南干拓地（現：川口町）では日没前には住民の避難を完了したことにより、1人の犠牲者も出さなかった。

## 復興
伊勢湾台風の大被害により、日本の災害対策は根本からの変更を迫られた。被災から2週間後の1959年（昭和34年）10月9日には、当時の科学技術庁長官中曽根康弘を委員長とする臨時台風科学対策委員会が設けられ、現地を視察した中曽根は防災のための立法措置を示唆している。そして、1961年（昭和36年）1月に「災害対策基本法」が公布された。災害対策を総合的かつ計画的に進めることとし、防災計画の作成、災害予防、災害発生時の対策や救援、復旧などの基本がまとめられたものである。

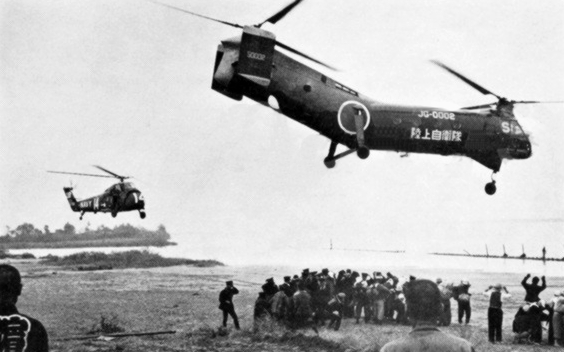
被災した住民の避難を始める陸上自衛隊と米軍のヘリの様子

また、東京をはじめとする全国各地の防潮堤・堤防の建設や改修も伊勢湾台風を基準とし、伊勢湾沿岸では特に地元三重選出の当時の建設政務次官田村元主導のもとで国や県が協力して防潮堤や堤防を完成させた。高潮の被害にあった愛知県弥富市の鍋田干拓地の堤防は、伊勢湾台風級の高潮が来ても決壊しないように、高いだけでなく幅も広くとって強固に造られ、オランダ式堤防と呼ばれた（ただし、地元では前述の田村に感謝を込めて「田村の堤防」とも呼ばれている）。
これに加え、治水対策が強化された。従来進められていた治水計画を大幅に上回る洪水を記録した河川が多く、建設省や各地方自治体は河川改修を根本的に見直さざるを得なかった。このため、揖斐川や紀の川、櫛田川、淀川などの水系で治水計画が改められ、伊勢湾台風時の洪水に耐えうる治水計画・河川総合開発事業が計画された。これは宮川流域だけが宮川ダムの洪水調節によって浸水被害を最小限に食い止めたことなども影響している。伊勢湾台風を機に計画・建設されたダムとして、徳山ダム・横山ダム（揖斐川）、大滝ダム（紀の川）などがある。
応急仮設住宅として、北海道18戸、群馬県181戸、新潟県35戸、福井県49戸、山梨県412戸、長野県428戸、岐阜県1187戸、静岡県699戸、愛知県7879戸、三重県2509戸、滋賀県52戸、京都府54戸、奈良県515戸、和歌山県89戸、鳥取県6戸、徳島県7戸、高知県72戸の合計1万4,192戸が供与された。
この台風で気象予報に対する関心が高まり、同じような台風が日本に来襲する際には位置を早期に探知し対策を呼びかけることを求められたため、富士山に気象レーダーが建設された。

## マスメディアへの影響
伊勢湾台風は、東海テレビ放送および中部日本放送（現：CBCテレビ・CBCラジオ）など、愛知・岐阜・三重3県の民放再編や、災害時における一般市民とラジオのあり方について影響を与えた。

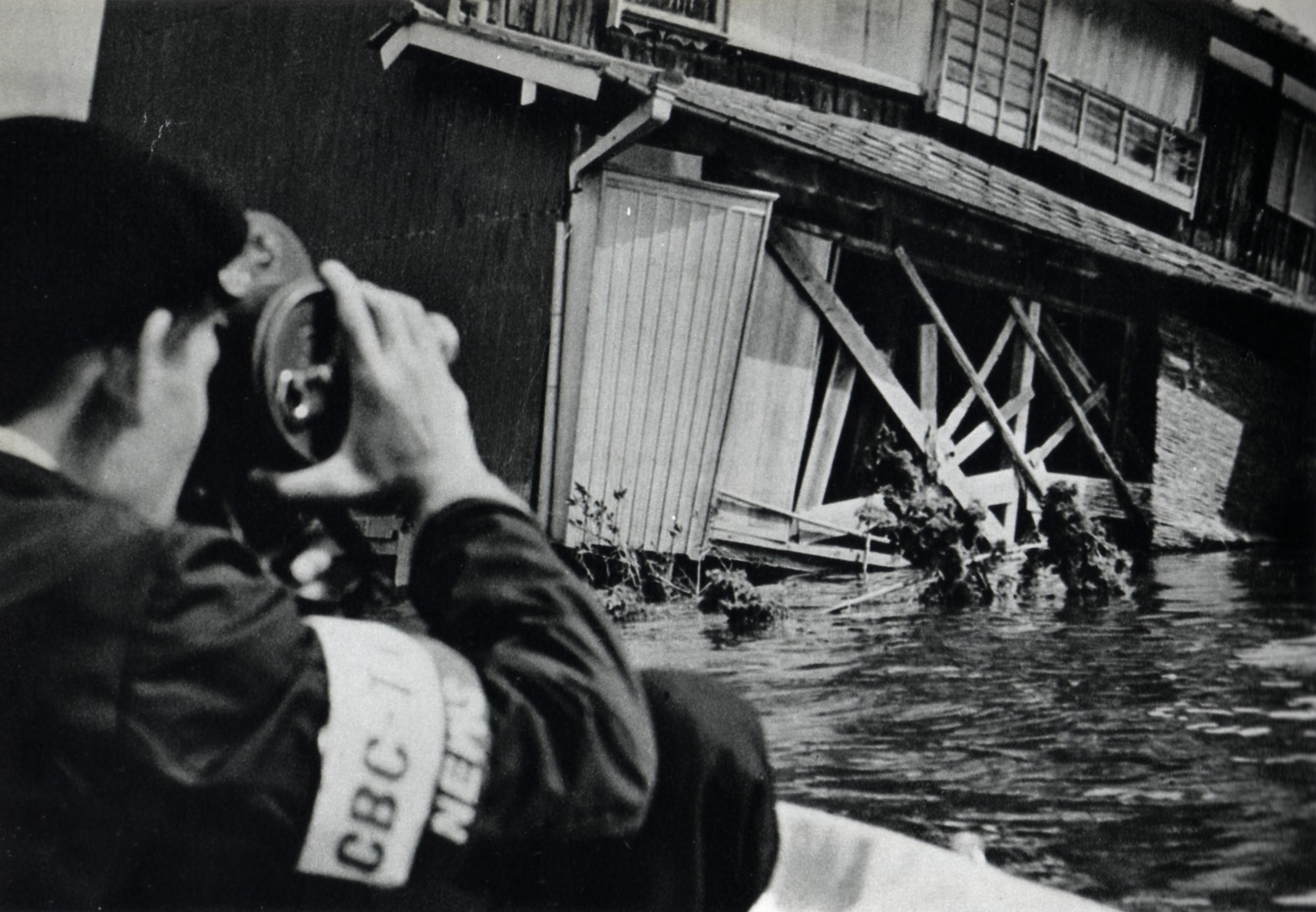
被災地を取材するCBC（中部日本放送）のテレビニュース班

台風襲来当時、日本で最初に開局した民放局であるCBCはテレビ放送を開始して3年未満、ラジオ放送を開始して10年に満たず、CBCと同じ中日新聞社系列の東海テレビは開局して1年も経っていなかった。NHK名古屋放送局のテレビ放送もやっと5年を経過した状況であった。1959年（昭和34年）4月10日、当時の皇太子と正田美智子の「世紀のご成婚」があったことで、テレビジョン放送の全国ネットワークがようやく作られ始めたものの、白黒テレビはまだ高嶺の花だった（当時、14インチで約6万円程度。現在の価値で換算すると約60万円相当）。
当時主流のラジオは中波 (AM) 放送しか存在せず、NHK名古屋は現在同様3県をエリアとしていた。民放はCBCラジオが名古屋に本社を置いて3県をエリアとしていたものの中継局は今と比べて少なく、それ以外には岐阜県域のラジオ東海と三重県域の近畿東海放送が存在する程度であった。しかも、NHK・民放の両方とも常時24時間放送を行っておらず、報道取材態勢についても現在ほど充実したものではなかった。
伊勢湾台風の教訓から、乾電池を電源として使用可能な、当時最新の半導体技術を用いた小型の携帯トランジスタラジオの普及が進む要因となり、これによりラジオ放送が受信可能な状況が大幅に増え、いつでもどこでも迅速な情報入手が可能となったことで、台風や地震の際に活用されている。
- 1951年（昭和26年）9月1日 - 中部日本放送（CBCラジオ）が、日本初の民放局として開局。朝6時半に本放送開始（新日本放送（後の毎日放送。現：MBSメディアホールディングス）は同日正午にラジオ本放送開始）
- 1953年（昭和28年）12月1日 - ラジオ三重（後の近畿東海放送）開局
- 1954年（昭和29年）3月1日 - NHK名古屋放送局、総合テレビ本放送開始
- 1955年（昭和30年）
  - 3月 - （旧）岐阜放送（後のラジオ東海）開局
  - 8月 - 東京通信工業（現：ソニー）、日本初のトランジスタラジオ発売
- 1956年（昭和31年）12月1日 - CBCテレビ本放送開始
- 1958年（昭和33年）12月25日 - 近畿東海放送とラジオ東海の合弁により東海テレビ放送開局
- 1959年（昭和34年）
  - 9月26日 - 東海ラジオ放送名古屋局の予備免許下りる。その夜、伊勢湾台風上陸
  - 11月20日 - 近畿東海放送とラジオ東海が合併し、東海ラジオ放送設立
- 1960年（昭和35年）3月31日 - 旧近畿東海放送と旧ラジオ東海がこの日を最後に閉局し、翌日に東海ラジオ放送開局
- 1962年（昭和37年）12月24日 - 岐阜日日新聞（現：岐阜新聞）の子会社として、ラジオ岐阜（現：岐阜放送、ぎふチャン）開局

CBCテレビは、2019年の伊勢湾台風60周年を機に、放送局所蔵のフィルムのほか、視聴者から提供されたカラー写真などをリマスター、カラー加工し、カラー写真は提供した視聴者から名古屋市博物館に寄贈、またこれらの写真を含め、人工知能を使ったフィルムのカラーリマスターを、筑波大学人工知能科学センターの全面監修により行い、2019年の台風発生60周年記念日の9月26日の「チャント!」スペシャルとして2時間にわたり特集したほか、12月30日に再構成した内容を単独の特番として放送され、現在、CBCテレビ公式YouTubeに公開している。

## 逸話
- 名古屋市では第二次世界大戦の名古屋空襲で焼失した名古屋城と金の鯱（しゃちほこ、金鯱）が伊勢湾台風が襲来する直前に再建されたが、名古屋の高潮災害は金の鯱のせいではないかという話が台風後に名古屋市民の間でささやかれた。もともと鯱は水を呼ぶ力があるとされ、それゆえ火除けのために城の屋根につけられるようになったが、伊勢湾台風の水害も金の鯱が呼んだというわけである。なお、伊勢湾台風の被害により、名古屋の秋の風物詩であった「名古屋まつり」は中止されたが、名古屋城の天守閣の完成式だけは、簡略的に行われた。
- 台風襲来によって名古屋市内の工場群も浸水による被害を受けたが、その中で住友金属工業名古屋工場だけは比較的早く水が引き、9月29日には操業を再開した。室戸台風で自社の事業所が浸水による被害を受けたことから、名古屋工場建設に際して嵩上げ工事を行ったことが奏功したが、それが他方で周辺部での濁流の勢いを強める結果ともなり、世論の批判を受けることとなった。
- 台風襲来時の近鉄名古屋線は、歴史的経緯から同じ近鉄の路線である大阪線および山田線と線路の規格（軌間）が異なっており、三重県内の伊勢中川駅での乗り換えを要していた。このため、かねてから名古屋線改軌の準備工事を進めていたところに台風が襲来した。当時の近鉄社長・佐伯勇は、当初翌1960年（昭和35年）2月に予定していた改軌工事を繰り上げて、復旧工事の後に続けて実施することを決断。壊滅的な被害を受けた近畿日本蟹江駅 - 近畿日本長島駅間を除いて、11月8日までには狭軌のまま運転を再開し、さらに11月19日から標準軌化工事に着手した。標準軌への改軌は同年11月27日に完成。これにより名古屋 - 大阪間および名古屋 - 伊勢間の直通運転が可能となり、利便性が一気に向上した。この改軌工事は、後に井上靖が小説「傾ける海」で取り上げている。
- 名鉄常滑線は海上に仮線を敷設することで復旧され、海水が排水されるまでは列車が海面すれすれの仮線上を走行していた[23]。なお最後に復旧した国鉄路線では越美南線（現：長良川鉄道）の同年12月16日、それ以外の路線では名古屋市電築地線の1961年（昭和36年）4月1日であった[24]。
- 三重県と愛知県の間の陸上交通網（国道・国鉄・近鉄）が遮断されたため、志摩観光汽船（現：志摩マリンレジャー）が桑名 - 四日市 - 名古屋間で海上で代行運航を実施した[25]。
- その年の東京国体秋季大会、第8回全国青年大会に出場予定だった三重県・愛知県・岐阜県の各県代表選手たちは台風の被害が大きいことを理由に大会を棄権した。
- この台風により、月出の中央構造線の一部が地表に現れることとなった[26][27]。
- アメリカ合衆国の女優、シャーリー・マクレーンは夫のスティーブ・パーカーとともにアメリカ合衆国国内で当時の2万ドルを集め、朝日新聞厚生文化事業団に寄託。このお金で同事業団が東海3県で被災に遭った47校（愛知県内30、三重県内15、岐阜県内2）にピアノを贈呈した[28]。
- ブラザー工業は1957年にオートバイ｢ダーリン号｣のテスト販売を開始したが、2年後に中止した。この理由としてタイプライター事業参入との兼ね合いと並んで、伊勢湾台風による工場水没が挙げられている。更には台風の影響で車両自体も失われ、ブラザーに現存車両はなく試作エンジンが残るのみだという。[29][30]

## 伊勢湾台風を題材とした作品
テレビ
- 『赤い運命』（1976年、TBS・大映テレビ製作の赤いシリーズ連続ドラマ。伊勢湾台風によって家族が行方不明となったという設定）
- 『嵐がくれたもの』（2009年、東海テレビ放送制作の昼ドラ。伊勢湾台風で生き別れた家族を描いた）
- 『はこぶね〜伊勢湾台風・開拓者の60年〜』（2019年、東海テレビ放送制作のドキュメンタリー）[31]
- 『伊勢湾台風60年 色と記憶』（2019年、CBCテレビ放送制作のドキュメンタリー）[32]

映画
- 『伊勢湾台風物語』（1989年公開のアニメーション映画）
- 『それぞれの伊勢湾台風』（2014年公開のドキュメンタリー映画）

小説
- 『傾ける海』（1968年、井上靖）
- 『町が海におそわれた 伊勢湾台風物語』（1989年、神山征二郎著。アニメーション映画『伊勢湾台風物語』の原作）
- 『川のある街：伊勢湾台風物語』（清水義範の小説。2009年6月2日から同年10月まで中日新聞朝刊にて連載）

漫画
- 『人間交差点』3巻『流された記憶』（原作・矢島正雄、作画・弘兼憲史による青年漫画）
- 『連続漫画小説 あさドラ!』2018年〜（原作・浦沢直樹による青年漫画）

舞台
- 『伊勢湾台風STORY「空が落ちてきた日。」』2019年〜2020年（やとみまたはち脚本・作曲・演出劇団アルクシアターによるミュージカル）

絵画
- 『伊勢湾台風』（佐藤昌胤）